# آلیس چاتر
آلیس ویکتوریا رز چاتر (به انگلیسی: Alice Victoria Rose Chater؛ زادهٔ ۵ آوریل ۱۹۹۳) خواننده-ترانه‌پرداز و رقاص بریتانیایی می‌باشد.